# Тијана Печенчић
Тијана Печенчић (Београд, 22. децембар 1986) српска је глумица. Најпознатија је по улози Милице Зимоњић Зимче у ТВ серији Војна академија.

## Биографија
Тијана Печенчић је глуму дипломирала на Академији уметности у Београду, у класи професора Небојше Дугалића. Од друге године студија игра у дечјем позоришту Пан театар.

## Улоге

### Филмографија
| Год.       | Назив                           | Улога                | Напомена                |
| ---------- | ------------------------------- | -------------------- | ----------------------- |
| 2010-е     |                                 |                      |                         |
| 2010.      | Грех њене мајке                 | Гордана Анђелковић   | ТВ серија, 4 еп.        |
| 2011—2015. | Жене са Дедиња                  | Марија Хаџи Поповић  | ТВ серија, 19 еп.       |
| 2012—2020. | Војна академија                 | Милица Зимоњић Зимче | ТВ серија, главна улога |
| 2013.      | На путу за Монтевидео           | Кончита              | ТВ серија, 1 еп.        |
| 2013.      | Војна академија 2               | Милица Зимоњић Зимче |                         |
| 2014—2016. | Куд пукло да пукло              | Дијана Мургић        | ТВ серија, главна улога |
| 2016.      | Војна академија 3: Нови почетак | Милица Зимоњић Зимче |                         |
| 2018—2019. | На граници                      | Алма Сучић           | ТВ серија, 104 еп.      |
| 2020-е     |                                 |                      |                         |
| 2021.      | По тамбури                      | Младенка             |                         |
| 2021—2022. | Коло среће                      | Тереза Новаковић     | ТВ серија, главна улога |
| 2023.      | Ко жив, ко мртав                | Алиса                |                         |

### Спотови
- 11 — Марија Шерифовић (2017)[5]